# Eugahania
Eugahania is een geslacht van vliesvleugeligen uit de familie Encyrtidae. De wetenschappelijke naam van dit geslacht is voor het eerst geldig gepubliceerd in 1926 door Mercet.

## Soorten
Het geslacht Eugahania omvat de volgende soorten:
- Eugahania flaviscapus Singh & Agarwal, 1993
- Eugahania fumipennis (Ratzeburg, 1852)
- Eugahania gyitangensis Liao, 1982
- Eugahania indicus Singh & Agarwal, 1993
- Eugahania latiscapus (Ishii, 1925)
- Eugahania limnatis Sharkov, 1984
- Eugahania mongolica Hoffer, 1970
- Eugahania trjapitzini Sharkov, 1984
- Eugahania yanoi Tachikawa, 1956